# Karl Magnus Klier
Karl Magnus Klier (* 7. Dezember 1892 in Wien; † 29. September 1966 in Wien) war ein österreichischer Volksmusikforscher und -sammler.

## Leben
Karl Magnus Klier wollte zunächst Opernsänger werden und war dann bis zu seiner Pensionierung Lehrer, bis 1944 unterrichtete er an verschiedenen Wiener Volks- und Hauptschulen. Zum 1. Juni 1932 trat er der NSDAP bei (Mitgliedsnummer 1.089.299). Er gewann frühe musikalische Erfahrungen im Österreichischen Wandervogel und war im Ersten Weltkrieg Offizier. In seiner Freizeit widmete er sich mehr und mehr der Volksliedforschung und studierte an der Wiener Universität Musikwissenschaft und Volkskunde.

## Wirken
In der Zwischenkriegszeit engagierte er sich im Deutschen Volksgesang-Verein, gestaltete er für den Rundfunk Radio Wien die Sendereihe Wir lernen Volkslieder. Er war von  1930 bis 1939 Mitarbeiter und Mitherausgeber der Zeitschrift Das deutsche Volkslied und von 1957 bis 1966 des Jahrbuches des Österreichischen Volksliedwerkes. Ab 1955 war er als dessen ehrenamtlicher Leiter am Aufbau des Zentralarchivs des Österreichischen Volksliedwerkes beteiligt. Kliers bekanntestes Werk ist die Monographie Volkstümliche Musikinstrumente in den Alpen, Kassel 1956. Er verfasste insgesamt mehr als 300 Arbeiten, unter anderem Beiträge im Historischen Jahrbuch der Stadt Linz.

## Ehrungen
- Karl Magnus Klier war Träger des Goldenen Ehrenzeichens für Verdienste um das Bundesland Burgenland, des Goldenen Ehrenzeichens des Landes Niederösterreich und der Stelzhamer-Plakette des Landes Oberösterreich.
- 1955 erhielt er den Ehrentitel Professor.
- 1966 bekam er die Raimund-Zoder-Medaille verliehen.
- Nach Karl Magnus Klier ist in Wien seit 1971 die Kliergasse in Ober Sievering zwischen Siolygasse und Kranlweg benannt.

## Werke
Publikationen:
- gemeinsam mit Raimund Zoder: Volksweisen für 2 Querflöten und kleine Trommel. 1927.
- Volkstümliche Querpfeifen und die Maultrommel in den österreichischen Alpen. In: Kongreßbericht der Beethoven-Zentenarfeier. Wien 1927, S. 373–377.
- Bericht über phonographische Aufnahmen österreichischer Volksmusik. 1929.
- Neue Anleitung zum Schwegeln. 1931.[4]
- gemeinsam mit Raimund Zoder: 30 Neue Volkslieder aus dem Burgenlande. 1931.
- gemeinsam mit Raimund Zoder: 30 Volkslieder aus Niederösterreich. 1932.
- Haydn und das Volkslied seiner Heimat. In: Burgenländische Heimatblätter. Jahrgang 1. 1927, S. 29–31 (zobodat.at [PDF]).
- Das Volksliedthema eines Haydn-Capriccios. In: Das deutsche Volkslied. 34. 1932.
- Die Schwegel oder Seitenpfeife. Ein alpenländisches Volksinstrument. In: Lied und Volk. 3. 1933.
- Volkslieder aus Niederösterreich. Band 2. 1934.
- Wir lernen Volkslieder 1–4. 1935–38.
- Schatz österr. Weihnachtslieder. 1–6. 1936–40.
- Wir lernen Weihnachtslieder. 1936.
- Alte Pfeifer-Märsche für 2 Pfeifen und Trommel. 1937
- gemeinsam mit Viktor Korda: Volkstümliche Musik Wiener Meister. 1937.
- Volkslieder aus dem Hörerkreis des Wiener Senders. In: Das deutsche Volkslied. Band 40. 1938.
- gemeinsam mit Viktor Korda: Volksmusik aus Steiermark und Burgenland. 1938.
- gemeinsam mit Viktor Korda: Volksmusik aus Oberösterreich. 1938.
- gemeinsam mit Viktor Korda: Spielmusik aus Deutsch-Mähren. Hochzeitsmusik aus der Iglauer Sprachinsel (1819). 1938.
- gemeinsam mit Viktor Korda: Sudetendeutsche Volksmusik. 1939.
- gemeinsam mit Viktor Korda: Tiroler Volksmusik. 1940.
- Volkslieder aus dem Waldviertel. 1943.
- gemeinsam mit Viktor Korda: Volksmusik aus Kärnten. 1943.
- gemeinsam mit Viktor Korda: Volksmusik der Deutschen im Südosten. 1943.
- 50 Wiener Dudler. 1945.
- Hochzeitslieder aus Osttirol. In: A. Dörrer, L. Schmidt (Hrsg.), [Fs.] H. Wopfner. 1947.
- Das Neujahrssingen im Burgenland. 1950.
- Flugblatt-Lieder aus dem Burgenlande. In: Burgenländische Heimatblätter. Jahrgang 12, 1950 (zobodat.at [PDF]).
- Die weltlichen Lied-Flugblattdrucke von Philipp Krausslich in Urfahr-Linz (1861–1892). In: Jahrbuch der Stadt Linz 1952. Linz 1953, S. 69–108 (ooegeschichte.at [PDF]).
- Österr. Pilotenschlägerlieder. In: Jahrbuch des Österreichischen Volksliedwerkes. 1. 1952.
- Einige Wiener Drucker von Lied-Flugblättern 1780–1880. In: Jahrbuch des Österreichischen Volksliedwerkes. 2/1953 und 3/1954.
- Andachts- und Liederbücher der Wiener Buchbinder- und Druckerfamilie Grund 1742–1858. In: Leopold Schmidt (Hrsg.): Kultur und Volk. Beiträge zur Volkskunde aus Österreich, Bayern und der Schweiz. Festschrift für Gustav Gugitz zum 80. Geburtstag (= Veröffentlichungen des Österreichischen Museums für Volkskunde. Band 5). Selbstverlag des Österreichischen Museums für Volkskunde, Wien 1954, S. 139–152.
- Innsbrucker Lied-Flugblätter des 17. Jahrhunderts. In: Jahrbuch des Österreichischen Volksliedwerkes. Band 4. 1955.
- Volkstümliche Musikinstrumente in den Alpen. Bärenreiter, Kassel 1956.
- Die „Steirischen Alpensänger“ um 1830. In: Jahrbuch des Österreichischen Volksliedwerkes. Band 5. 1956.
- „Linzer Geiger“ und „Linzer Tanz“ im 19. Jahrhunderts. In: Historisches Jahrbuch der Stadt Linz 1956. Linz 1956, S. 1–31 (ooegeschichte.at [PDF]).
- Entwurf zur Anlage eines Melodie-Registers. Ms. 1956.
- gemeinsam mit Adalbert Riedl: Lieder, Reime und Spiele der Kinder im Burgenland. 1957.
- Volkslied-Ernte auf Schloß Burgstall. In: Jahrbuch des Österreichischen Volksliedwerkes. 7. 1958.
- Historische Lieder des 18. Jh.s aus Österreich. Zugleich ein Beitrag zur Metrik des Volksliedes. In: Jahrbuch des Österreichischen Volksliedwerkes. Band 8. 1959.
- gemeinsam mit Adalbert Riedl: Lied-Flugblattdrucke aus dem Burgenland. 1958.
- Linz im Liede. Nachträge. In: Historisches Jahrbuch der Stadt Linz 1960. Linz 1960, S. 363–383 (ooegeschichte.at [PDF]).
- Ein Ehestreitlied des 18. Jh.s und seine Verbreitung. In: Jahrbuch des Österreichischen Volksliedwerkes. Band 10. 1961.
- Allgemeine Bibliographie des Burgenlandes 5: Volkskunde. 1965.
- Eine Kalamaika aus Eisenstadt. In: Jahrbuch des Österreichischen Volksliedwerkes. Band 14. 1965.
- Von den Volksinstrumenten der Südslawen. In: ÖMZ 20. 1965.
- Weihnachtslieder und Hirtenspiele aus Kärnten. In: Beiträge zur Volksliedforschung in Kärnten. 1967.
- Vom Volkslied in Oberösterreich. In: Volkskultur in Oberösterreich. 1966/67.
- (Hrsg.): Volksleben im Land um Wien. Bräuche und Trachten. Schilderungen in Wort und Bild von Johannes Mayerhofer. 1969.